# Géographie du Bangladesh
Le Bangladesh, situé au nord du golfe du Bengale, presque enclavé dans l'Inde avec une petite frontière commune avec la Birmanie, s'étend sur 440 km d'est en ouest et de 760 km du  nord-ouest au sud-est. Sa superficie de 147 570 km2 est semblable à celle de la Grèce.

## Climat
Le climat du Bangladesh est du type tropical avec un hiver doux d'octobre à mars, un été chaud et humide de mars à juin, et des moussons de juin à octobre. Les catastrophes naturelles, telles que les inondations, les cyclones tropicaux, les tornades, et les raz-de-marée (tsunamis) touchent le pays pratiquement tous les ans. Les cyclones et la mousson peuvent entraîner de graves inondations tous les ans et a été mis sur pied un système d'abris paracycloniques pour essayer de minimiser les conséquences. En 1970, le cyclone de Bhola a fait 500 000 morts. Le 15 novembre 2007, le cyclone Sidr a provoqué la mort de 3 300 personnes et 1,5 milliard de dollars de dégâts. En 1991, un tsunami a tué quelque 138 000 personnes.
Les mois les plus chauds sont de mars à mai. La mousson s'étend de juin à octobre. De novembre à février a lieu un hiver sec.
Détournés vers l'est par la collision des plaques tectoniques indienne et chinoise, les fleuves qui descendent de l'Himalaya et du plateau tibétain se jettent tous dans le golfe du Bengale, quadrillant un pays-delta de 147 570 km2, plat, pluvieux et boueux, à la merci des crues et des cyclones. Dans cet État, 80 % des précipitations tombent pendant les cinq mois de la mousson (de juin à octobre), alors que 20 % seulement des terres sont protégées des inondations et équipées de drainage et d'irrigation.
1. La mousson : Surchauffé quand le soleil vient au zénith du tropique, l'océan Indien s'évapore. L'air humide, chaud et léger, monte. Un vent de sud-ouest, soufflant de mai à octobre, amène la mousson qui arrose le sous-continent indien et enneige l'Himalaya. Le Bangladesh reçoit en cinq mois 80 % de ses précipitations annuelles (1,5 à 6 mètres). Le déluge atteint 12 mètres par an (20 fois plus qu'à Paris) à la frontière, dans les collines de l'Assam.
2. Trois grands fleuves : Nés de la mousson et des glaciers himalayens, le Gange et le Brahmapoutre drainent avec la Meghna, un bassin montagneux et détrempé de 1,5 million de km2. Mais, détournés vers l'est par le plissement de l'Himalaya, ils se jettent tous dans le golfe du Bengale, à travers un pays ultraplat et douze fois plus petit. L'été, quand les pluies de la mousson s'ajoutent à la fonte des neiges (avril-mai), leur débit cumulé (80 fois la Seine en crue) dépasse celui de l'Amazone (150 000 m3 à la seconde).
3. Un pays plat constitué essentiellement de limon : Entrés au Bangladesh à 22,5 mètres d'altitude, les fleuves géants ont encore 450 km à parcourir, sur des pentes quasi nulles : 0,005 % de dénivelé… Leurs lits s'étalent donc régulièrement sur un cinquième au moins du pays. Dans les fleuves et le golfe, les alluvions forment des chars (« îles » en bengali), îles de vase aussi instables que fertiles. À peine émergées, elles sont cultivées, puis habitées par une population en manque de terres (200 à 2 500 habitants au km2) et exposée aux pires dangers.
4. L'Himalaya : L'Himalaya, montagne jeune, monte de quelques millimètres par an. D'où une érosion maximale. Les séismes y causent des glissements de terrain qui engorgent les fleuves. Le réchauffement terrestre accroît la fonte des glaciers. Sur les pentes indiennes et népalaises, le déboisement accélère la ruée des eaux et l'érosion. Rehaussés sur un matelas de sédiments, les fleuves inondent les terres basses.
En raison du réchauffement climatique, le Bangladesh pourrait perdre 20 % de son territoire sous l'effet de la montée des eaux. En 2050, les « réfugiés climatiques » pourraient être 50 millions dans le pays.

## Systèmes fluviaux

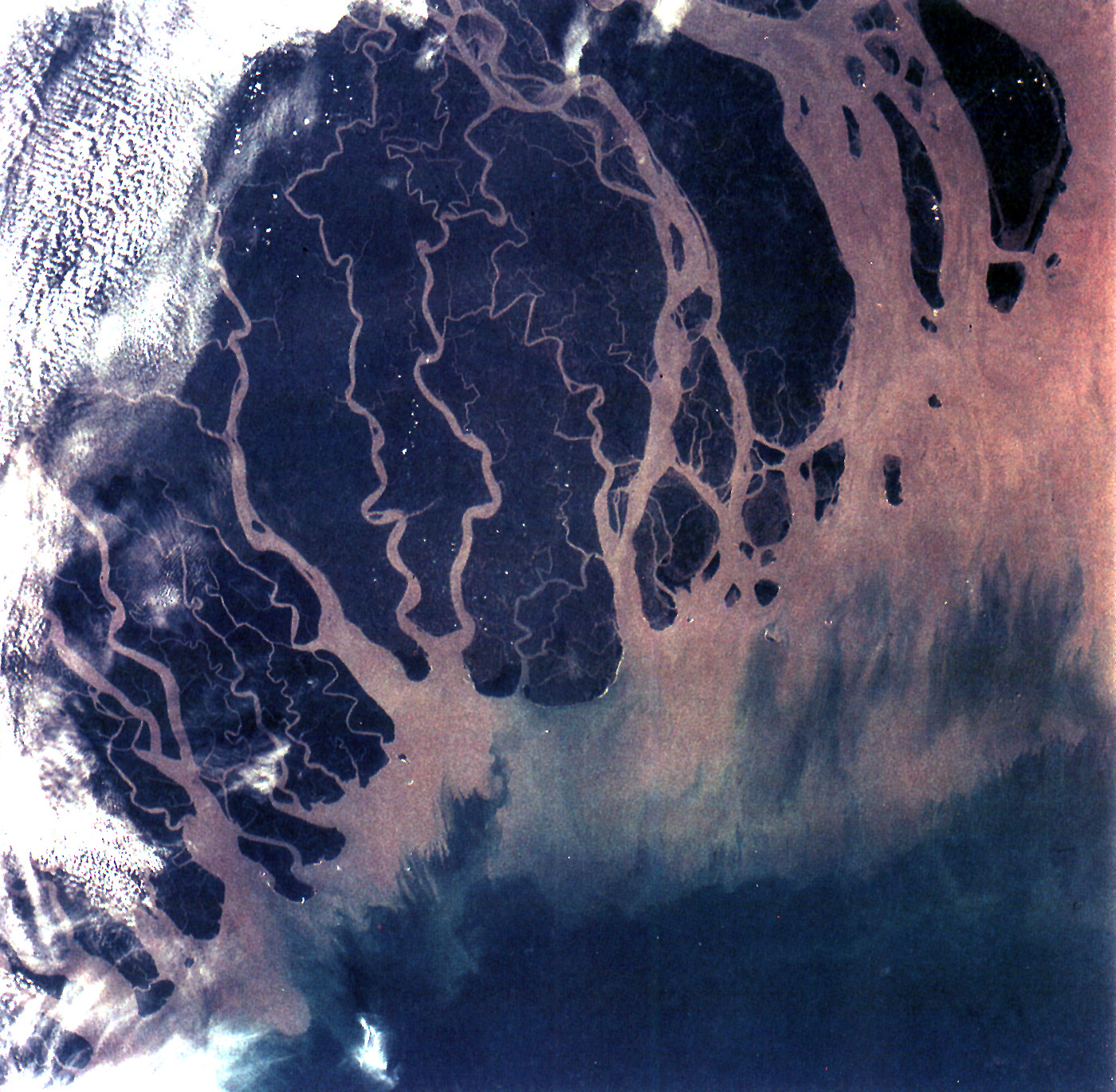
Delta du Gange, Bangladesh et Inde

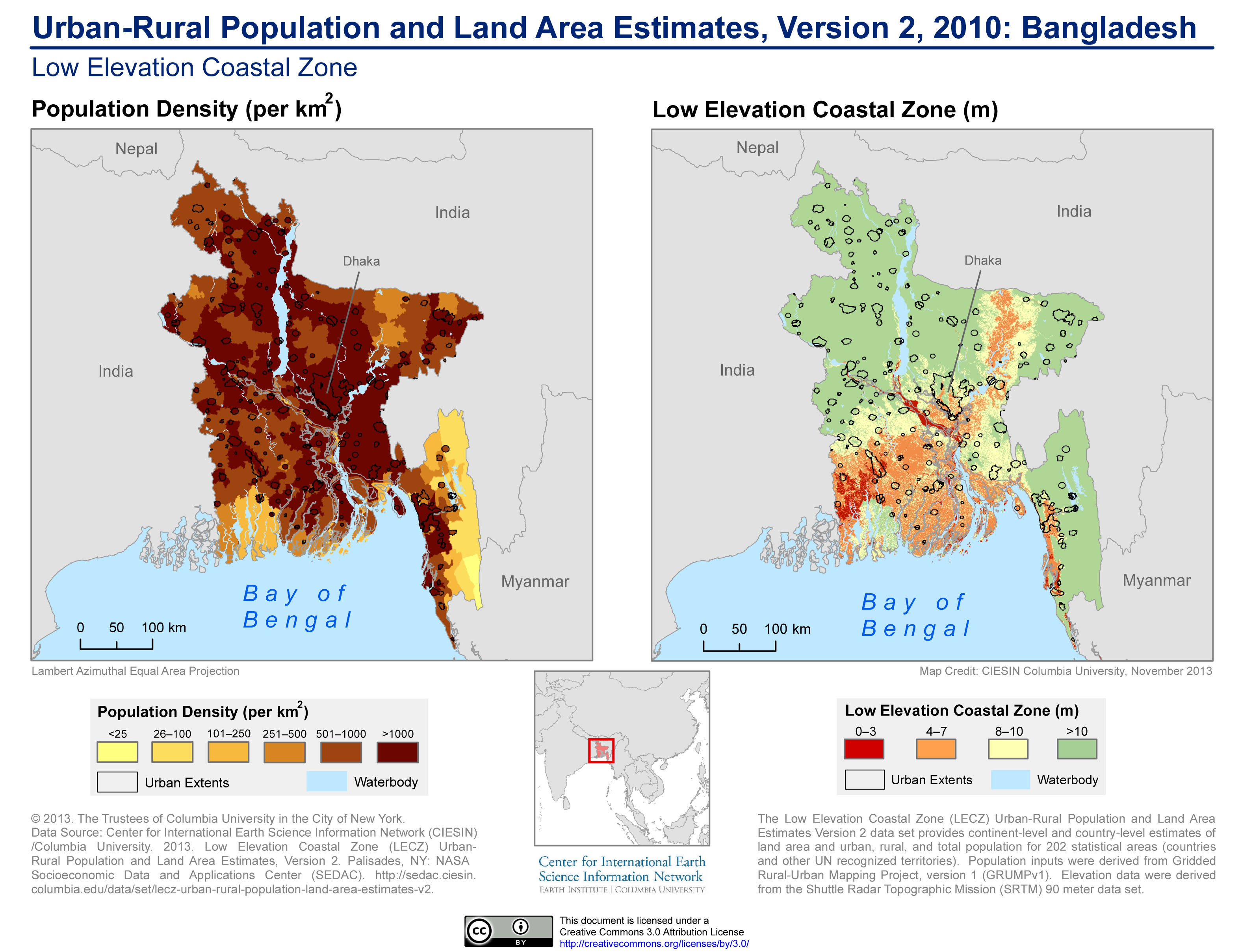
Densité de la population et altitude au Bangladesh (2010). Le Bangladesh est particulièrement vulnérable à l' élévation du niveau de la mer.

Les fleuves du Bangladesh marquent à la fois la physiographie de la nation et la vie du peuple. Au nombre d'environ 700, ces cours d'eau coulent généralement vers le sud. Les grands cours d'eau sont la principale source d'eau pour la culture et les principales artères du transport commercial. Les rivières fournissent également du poisson, une source importante de protéines. Les inondations des rivières pendant la saison de la mousson provoquent d'énormes difficultés et entravent le développement, mais des dépôts frais de limon reconstituent le sol fertile mais surchargé. Les rivières drainent également les pluies de mousson excédentaires dans la golfe du Bengale. Ainsi, le grand système fluvial est à la fois la principale ressource du pays et son plus grand danger.
La profusion de rivières peut être divisée en cinq grands réseaux. Le Jamuna-Brahmapoutre est long de 292 km et s'étend du nord du Bangladesh jusqu'à sa confluence avec le Padma. Originaire de la rivière Yarlung Zangbo dans la région autonome chinoise de Xizang (Tibet) et traversant l'État indien de l'Arunachal Pradesh, où il est connu sous le nom de Brahmapoutre (Fils de Brahma), il reçoit les eaux de cinq grands affluents qui totalisent environ 292 km de longueur. Au point où le Brahmapoutre rencontre la rivière Tista au Bangladesh, il est connu sous le nom de Jamuna. Le Jamuna est connu pour ses sous-canaux changeants et pour la formation d'îles de limon fertiles (chars). Aucun établissement permanent ne peut exister le long de ses rives.
Le deuxième système est le Padma-Ganges, qui est divisé en deux sections : un segment de 258 km, le Gange, qui s'étend de la frontière occidentale avec l'Inde à sa confluence avec la Jamuna sur 72 km ouest de Dhaka, et à 126 km, le Padma, qui va du confluent Ganges-Jamuna à l'endroit où il rejoint la rivière Meghna à Chandpur. Le Padma-Ganges est la partie centrale d'un système fluvial deltaïque avec des centaines de rivières et de ruisseaux - quelque 258 km de longueur - s'écoulant généralement à l'est ou à l'ouest dans la Padma.
Le troisième réseau est le Système Surma-Meghna, qui coule de la frontière nord-est avec l'Inde à Chandpur, où il rejoint le Padma. Le Surma-Meghna, totalise 669 km à lui seul, le plus long fleuve du Bangladesh, est formé par l'union de six petits fleuves. Sous la ville de Kalipur, elle est connue sous le nom de Meghna. Lorsque le Padma et le Meghna se rejoignent, ils forment le quatrième système fluvial - le Padma-Meghna - qui coule sur 126 km dans la baie du Bengale.
Ce puissant réseau de quatre systèmes fluviaux traversant la plaine du Bangladesh draine une superficie d'environ 1,5 million de km2. Les nombreux canaux de la Padma-Meghna, ses distributaires et les petites rivières parallèles qui se jettent dans la baie du Bengale sont appelées les embouchures du Gange. Comme le Jamuna, le Padma-Meghna et d'autres estuaires de la baie du Bengale sont également connus pour leurs nombreuses îles.

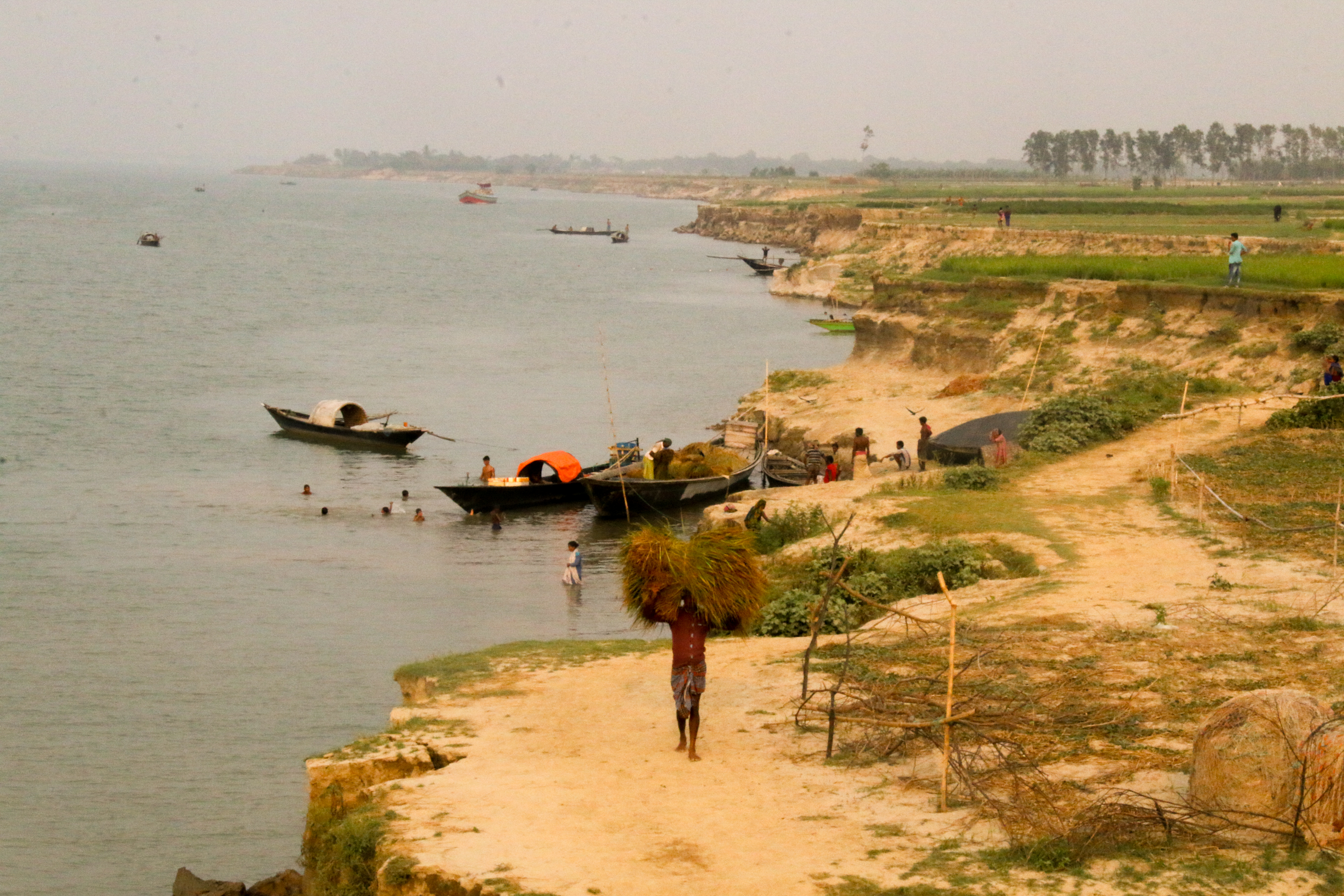
dans le centre du Bangladesh

Un cinquième réseau fluvial, non connecté aux quatre autres, est le Karnaphuli. Traversant la région de Chittagong et les collines de Chittagong, il traverse les collines et descend rapidement vers l'ouest et le sud-ouest, puis vers la mer. Les Feni, Karnaphuli, Sangu et Matamuhari - un agrégat d'environ 126 km - sont les principaux fleuves de la région. Le port de Chittagong est situé sur les rives du Karnaphuli. Le réservoir de Karnaphuli et le barrage de Karnaphuli sont situés dans cette zone. Le barrage retient les eaux de la rivière Karnaphuli dans le réservoir pour la production d'énergie hydroélectrique.
Les fleuves Gange-Brahmapoutre contribuent pour près de 1 milliard de tonnes/an de sédiments. Les sédiments apportés par ces deux rivières forment le delta du Bengale et l'éventail abyssal, une vaste structure qui s'étend du Bangladesh au sud de l'équateur jusqu'à 16,5 km d'épaisseur, et contient au moins 1 130 mille milliards de tonnes de sédiments s'accumulant au cours des 17 derniers millions d'années à un rythme moyen de 665 millions de tonnes/an. La baie du Bengale était autrefois plus profonde que la fosse des Mariannes, le point océanique actuel le plus profond.
Pendant la période annuelle de la mousson, les rivières du Bangladesh s'écoulent à hauteur d'environ 140 000 m3/s, mais pendant la période sèche, à hauteur de 7 000 m3/s seulement. Parce que l'eau est si vitale pour l'agriculture, plus de 60 % des terres arables nettes, environ 91 000 km2 sont cultivées pendant la saison des pluies malgré la possibilité de graves inondations, et près de 40 % des terres sont cultivées pendant les mois secs d'hiver. La mise en valeur des ressources en eau a répondu à ce « double régime hydrique » en fournissant une protection contre les inondations, un drainage pour éviter les inondations excessives et la saturation de l'eau, et des installations d'irrigation pour l'expansion des cultures d'hiver. De grands projets de contrôle de l'eau ont été développés par le gouvernement national pour fournir l'irrigation, le contrôle des crues, des installations de drainage, des aides à la navigation fluviale et à la construction de routes, et l'énergie hydroélectrique. De plus, des milliers de puits tubulaires et de pompes électriques sont utilisés pour l'irrigation locale. Malgré de graves contraintes de ressources, le gouvernement du Bangladesh s'est donné pour politique d'essayer d'amener des zones supplémentaires sous irrigation sans intrusion de salinité.
La gestion des ressources en eau, y compris l'irrigation par gravité, le contrôle des crues et le drainage, relevait en grande partie de la responsabilité du Bangladesh Water Development Board. D'autres institutions du secteur public, telles que la Bangladesh Krishi Bank, le Bangladesh Rural Development Board, la Bangladesh Bank et la Bangladesh Agricultural Development Corporation, étaient également responsables de la promotion et du développement de petits travaux d'irrigation dans le secteur privé par le biais de mécanismes de crédit gouvernementaux.

## Systèmes côtiers

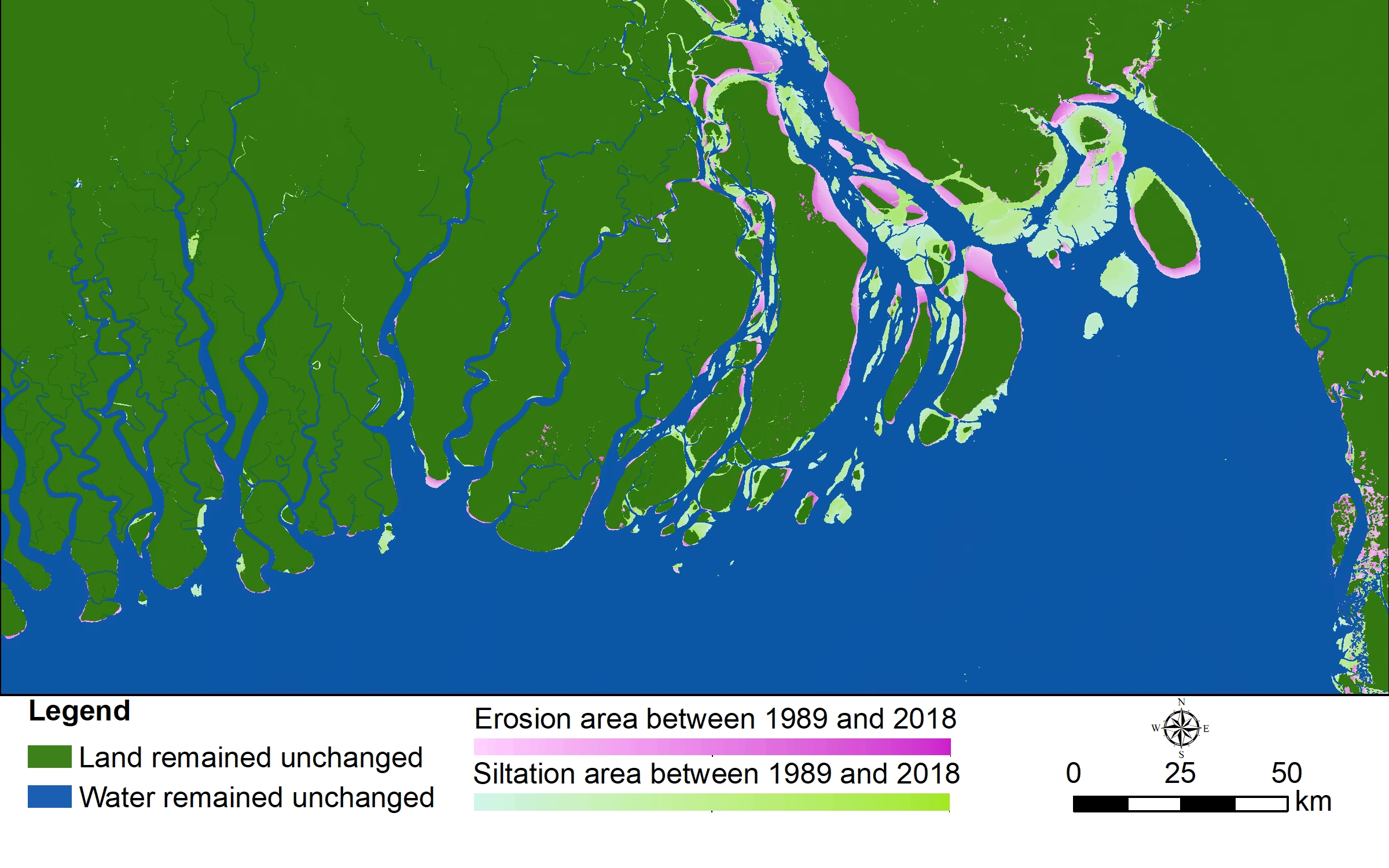
Changements morphologiques : le processus d'érosion et d'accélération dans la zone côtière du Bangladesh entre 1989 et 2018

Les zones côtières du Bangladesh couvrent la partie sud du Bangladesh. Les principaux fleuves du Bangladesh provenant de l'Himalaya transportent un niveau élevé de sédiments et le déposent à travers le golfe du Bengale. Cela a conduit à des changements majeurs dans la région côtière entre 1989 et 2018. En 30 ans de changements morphologiques, de nombreuses îles ont perdu de la superficie terrestre. Cependant, il y a eu un gain net global de superficie terrestre en raison du processus d'accélération régulier dans d'autres parties de ces îles. Dans la partie ouest, de nouvelles îles ont été trouvées, mais aucun changement significatif n'a été observé. À l'embouchure de l'estuaire de Meghna, des changements variables notables ont été observés avec la formation de nombreuses nouvelles îles.
En 1989, la superficie des terres n'était que de 28 835 km2 (56,06 %), alors que la superficie de l'eau était de  22 600 km2 (43,94 %) avec une région comprise entre 20°34' N à 26°38' N et 88°01' N à 92°41' E, et une superficie de 147 570 km2 . En 2018, la superficie des terres est passée à 29 426 km2 (57,21 %); soit une augmentation de 590 km2 (1,15 %). La superficie des terres en 1999 et 2009 était de 56,49 % et 56,68 %, respectivement, avec une augmentation totale de 0,19 %. La tendance à la réforme de l'île a montré que la nouvelle superficie des terres augmentait chaque année de 20 km2 le long de la région côtière du Bangladesh. La croissance de la végétation a été observée dans les îles nouvellement formées sur une période de 30 ans. Au début, les îles sont généralement des zones de déchets boueux qui se sont progressivement transformées en prairies et en zones arborées.

## Géographie politique du Bangladesh

Divisions du Bangladesh (depuis septembre 2015)

Depuis septembre 2015, le Bangladesh est composé de huit divisions (bibhags, বিভাগ) qui portent chacune le nom de leur capitale, Barisal, Chittagong, Dhâkâ, Khulna, Mymensingh, Râjshâhî, Rangpur, Sylhet.

## Source
1. 1 2 3  « Un puissant cyclone fait trois morts en Inde et 300 000 sinistrés au Bangladesh », France 24, 25 mai 2009 (consulté le 25 mai 2009)
2. ↑  « 2050 : 50 millions de réfugiés climatiques au Bangladesh », France Inter,‎ 19 mars 2015 (lire en ligne, consulté le 23 novembre 2017)
3. ↑  Wasson, « A sediment budget for the Ganga–Brahmaputra catchment », Current Science, vol. 84, no 8,‎ 2003, p. 1041–1047 (lire en ligne)
4. ↑  (en) « Coastal morphological changes: Assessing long-term ecological transformations across the northern Bay of Bengal », Environmental Challenges, vol. 1,‎ décembre 2020, p. 100001 (ISSN 2667-0100, DOI 10.1016/j.envc.2020.100001, lire en ligne )
5. ↑  (en) Uddin, Nishanta, Sunita et Sajana, « Coastal morphological changes: Assessing long-term ecological transformations across the northern Bay of Bengal », Environmental Challenges, vol. 1,‎ 1er décembre 2020, p. 100001 (ISSN 2667-0100, DOI 10.1016/j.envc.2020.100001, lire en ligne )